# Bifamilie
Honningbier er sociale insekter, der lever i store samfund, bifamilier. En bifamilie består af én dronning (æglæggende hun), nogle hundrede droner (hanner) og 30.000 – 60.000 arbejderbier (golde hunner). Se i øvrigt honningbi.